# 天主教惠加爾帕教區
天主教惠加爾帕教區（拉丁語：Dioecesis Iuigalpensis）是尼加拉瓜一個羅馬天主教教區，屬馬那瓜總教區。
教區的前身是一個自治監督區，成立於1962年7月21日，1990年4月30日升為教區。
教區包括瓊塔萊斯省和聖胡安河省，教座位於瓊塔萊斯省首府惠加爾帕。2006年有教友263,000人，佔轄區總人口83.8%。教區下轄十六個堂區、廿四名司鐸。教區主教現時出缺。